# Real Audiência de Quito
A Real Audiência de Quito (Espanhol: Real Audiencia de Quito, às vezes sendo referida como la Presidencia de Quito ou el Reino de Quito) foi uma unidade administrativa do Império Espanhol o qual possuía jurisdição política, militar e religiosa sobre territórios que hoje incluem o Equador, partes do norte do Peru, sul da Colômbia e norte do Brasil. Ele foi criado através de um Decreto Real em 29 de Agosto de 1563 por Filipe II da Espanha na cidade de Guadalajara (Lei X do Título XV do Livro II da Reconpilación de Leyes de Indias). Sua existência foi encerrada em 1822 com a incorporação de sua área pela Grã-Colômbia, que foi criada em 1819.

## Estrutura

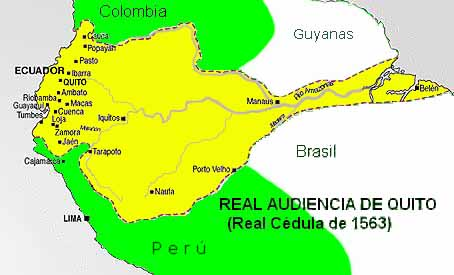
Real Audiência de Quito em 1563

O decreto de 1563 estabelecia essa estrutura e o distrito:
Na cidade de San Francisco de Quito, no Peru, deve residir outra Real Audiência e Chancelaria nossa, com um presidente; quatro juízes de casos civis ''oidores'', que também serão juízes de casos criminalísticos [alcaldes del crimen]; um advogado da coroa [fiscal]; um meirinho [aguacil mayor]; um tenente do Gran Chanceler; e outros ministros e oficiais necessários; e que terá para os distritos da Província de Quito, e ao longo da costa em direção à Ciudad de los Reyes [Lima] para o Porto de Paita, exclusivas; e no interior para Piura, Cajamarca, Chachapoyas, Moyobamba e Motilones, exclusivas, incluindo para a parte citada as cidades de Jaén, Valladolid, Loja, Zamora, Cuenca, La Zarza e Guaiaquil, com os restos das cidades que estão em seus distritos ou será fundada [neles] e para as cidades de La Canela e Quijos, deve ser incluído as cidades citadas e o resto devem ser descobertas; e ao longo da costa em direção ao Panamá, até o porto de Buenaventura, inclusive, e para o interior para Pasto, Popayán, Cáli e Buga, Chapanchinca e Guarchicona; porque o resto dos locais do Governo (Gobernación) de Popayan são da Audiência do Vice-Reino de Nova Granada, com o qual, e com o de Tierra Firme [Panamá], deve partilhar uma fronteira no norte, e com a de Los Reyes, no sul; tendo por fronteira ocidental o Mar do Sul [Oceano Pacífico] e leste das províncias que ainda não foram pacificada, nem descobertas.
A Audiência era efetivamente autônoma porque o governo do Vice-Reino (o qual a Audiência era tecnicamente subordinada nas questões políticas) era muito distante do território para o administrar efetivamente. Assim, o poder foi transferido para a Audiência pelo Vice-Rei e o território que o compreendia foi administrado diretamente pelo Presidente da Audiência e as autoridades políticas, militares e religiosas abaixo de seu cargo. Inicialmente a Audiência de Quito formava parte do Vice-Reino do Peru (entre 1563-1717 e 1723-1739). Posteriormente, a Audiência fez parte do novo Vice-Reino de Nova Granada (1717-1723). Esse Vice-Reino foi temporariamente suspenso pelo Rei da Espanha em 1723 e a Audiência de Quito retornou para o Vice-Reino do Peru. Em 1739, o Vice-Reino de Nova Granada foi re-estabelecido e a Audiência de Quito pode retornar para esse Vice-Reino até a sua declaração de independência da Espanha em 1822. Equador juntou seus territórios no que hoje é a Venezuela, Colômbia e Panamá para forma a Grã-Colômbia.

## Independência
Como parte da Grã-Colômbia, os territórios de Quito foram divididos em distritos, departamentos e províncias em 25 de junho de 1824 pela La Ley de División Territorial de la República de Colombia. A Audiência de Quito foi dividida em 4 departamentos: Equador, Guayaquil, Azuay e Cauca. Os departamentos de Equador, Guayaquil e Azuay uniram-se para formar o Distrito del Sur. Em 13 de maio de 1830, esses três departamentos se separaram da Grã-Colômbia para formar o Equador com Juan José Flores como seu primeiro presidente, o qual tentou incorporar o Departamento de Cauca, mas sem sucesso.

## Presidentes da Real Audiência de Quito
- Hernando de Santillán (1563-1571)

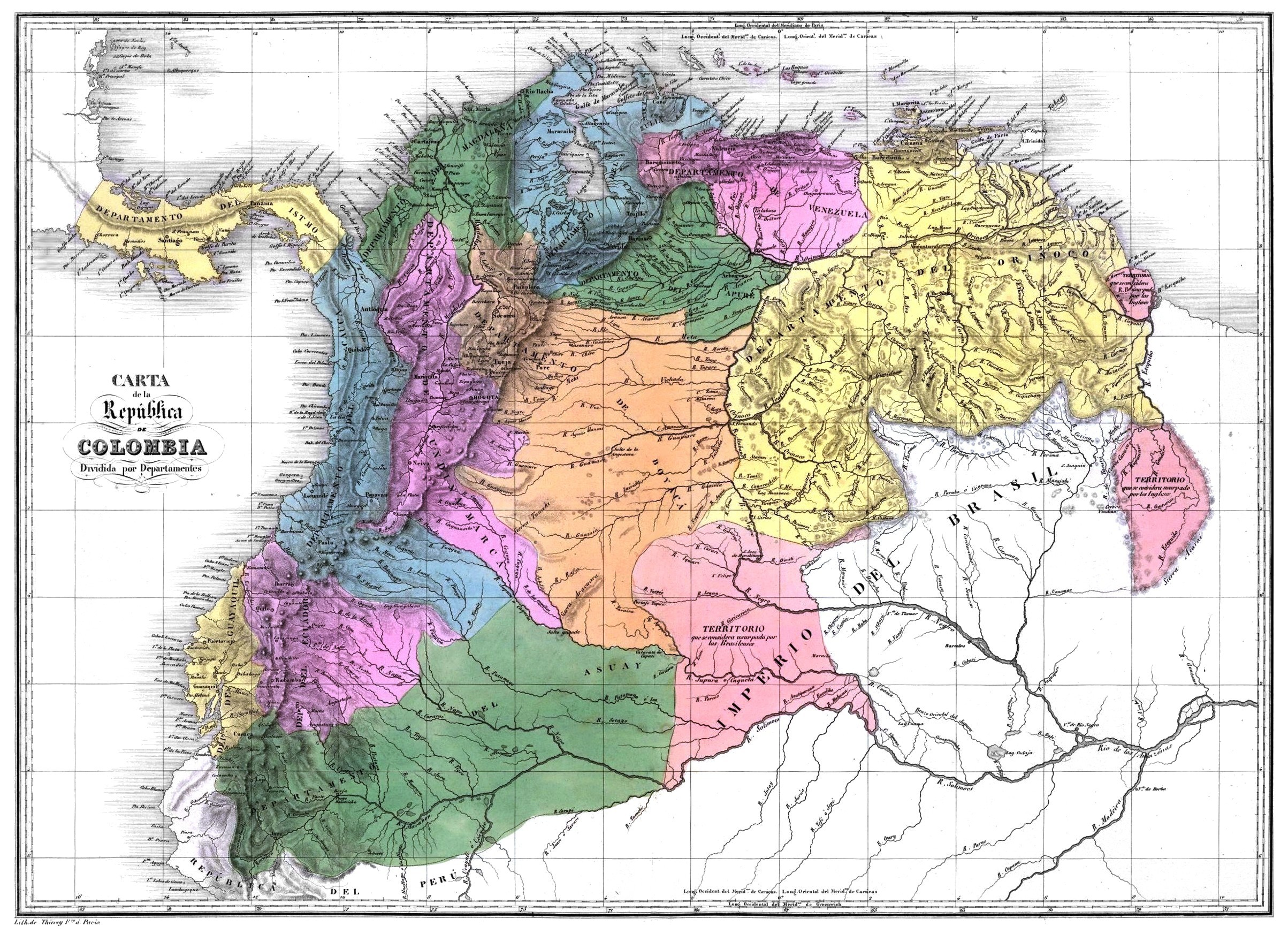
Grã-Colômbia com as divisões em departamentos

- Lope Díez de Armendáriz (1571-1574)
- Pedro Gracía de Valverde (1574-1578)
- Diego de Narváez (1578-1581)
- Manuel Barros de San Millán (1587-1593)
- Esteban Marañón (1593-1599)
- Miguel de Ibarra (1600-1608)
- Juan Fernández de Recalde (1609-1612)
- Antonio de Morga (1615-1624 – 1627-1636)
- Alonso Pérez de Salazar (1637-1642)
- Juan de Lizaraza (1642-1645)
- Martín de Arriola (1645-1652)
- Pedro Vásquez de Velasco (1655-1661)
- Antonio Fernández de Heredia (1662-1665)
- Diego del Corro Carrascal (1670-1673)
- Lope Antonio de Munive (1678-1689)
- Mateo de la Mata Ponce de León (1691-1703)
- Francisco López Dicastillo (1703-1705)
- Juan de Sosaya (1707-1714)
- Santiago Larraín (1715-1718)
- Abolição da Corte real 1718-1721
- Dionisio de Alceda (1728-1736)
- José de Araujo (1736-1745)
- Fernando Sánchez de Orellana (1745-1753)
- Juan Pío de Montúfar (1753-1761)
- José Diguja (1767-1778)
- José García de León (1778-1784)
- José de Villalengua (1784-1790)
- Antonio Mon y Velarde (1790-1791)
- Luis Muñoz de Guzmán (1791-1798)
- Luis Héctor de Carondelet (1799-1807)
- Manuel Urriez, conde Ruiz de Castilla (1807-1809)
- Supremo Conselho (1809, presidente: Juan Pío Montúfar)
- Manuel Urriez, conde Ruiz de Castilla (1809-1811)
- Conselho Soberano (1811-1812, presidente: José Cuero y Caicedo)
- Toribio Montes (1812-1817)
- Juan Ramírez de Orosco (1817-1819)
- Melchor Aymerich (1819-1821)
- Juan de la Cruz Mourgeón (1821-1822)
- Melchor Aymerich (1822)